# Muhammad Ajjúb Chán
Muhammad Ajjúb Chán (urdsky محمد ایوب خان‎; 14. května 1907 Rehana – 19. dubna 1974 Islámábád) byl pákistánský voják a politik, který byl v letech 1958 až 1969 prezidentem republiky. 
Narodil se v severozápadním pohraničí nedaleko Abbottábádu  a pocházel z paštunského kmene Tarínů. Byl synem důstojníka Britské Indické armády, vystudoval Muslimskou univerzitu v Alígarhu a Královskou vojenskou akademii v Sandhurstu. Od roku 1926 sloužil v britské armádě, v letech 1936 až 1939 bojoval proti povstalcům ve Vazíristánu. Za druhé světové války se zúčastnil tažení v Barmě a roku 1947 byl povýšen na generála. 
V roce 1951 byl jako první pákistánský rodák jmenován nejvyšším velitelem ozbrojených sil. Vstoupil do vládnoucí Muslimské ligy a v roce 1954 se stal ministrem obrany. V říjnu 1958 vyvrcholila v Pákistánu vnitropolitická krize a vypukl vojenský převrat, po kterém prezident Iskandar Mírza zrušil ústavu a jmenoval Ajjúba Chána správcem výjimečného stavu. Po třech týdnech Ajjúb Chán Mírzu svrhl a vypověděl ze země a jmenoval se prezidentem. V roce 1960 nechal svoji vládu potvrdit v referendu. Výjimečný stav trval do přijetí nové ústavy v roce 1962. V lednu 1965 se konaly volby, v nichž Ajjúb Chán porazil Fatimu Džinnáhovou. 
Ajjúb Chán byl zastáncem prozápadní orientace Pákistánu a podepsal vstup do Bagdádského paktu. Za jeho vlády začalo Letectvo Spojených států amerických používat základnu v Péšávaru. V srpnu 1965 nařídil prezident vpád pákistánské armády do Kašmíru, který vedl ke konfliktu s Indií. Zavedl systém nazvaný „základní demokracie“, který se opíral o místní samosprávy. V rámci modernizačních snah také omezil platnost práva šaría. Díky rozvojové pomoci proběhla rozsáhlá industrializace a země zahájila vesmírný program. Prezident podporoval soukromé podnikání, prosperita však také vedla k nárůstu korupce. Ve druhé polovině šedesátých let rostlo sociální napětí, nespokojenost inteligence s cenzurou a separatistické nálady ve východní části země. Hlavním mocenským rivalem prezidenta Chána se stal bývalý ministr zahraničí Zulfikár Alí Bhutto. V listopadu 1968 vypukly v zemi rozsáhlé protivládní protesty. V jejich důsledku Muhammad Ajjúb Chán odstoupil 25. března 1969 z funkce a jeho nástupcem se stal Jahjá Chán. Exprezident zemřel o pět let později na infarkt myokardu.